# Radziejowice (gemeente)
De gemeente Radziejowice is een landgemeente in het Poolse woiwodschap Mazovië, in powiat Żyrardowski.
De zetel van de gemeente is in Radziejowice.
Op 30 juni 2004 telde de gemeente 4748 inwoners.

## Oppervlakte gegevens
In 2002 bedroeg de totale oppervlakte van gemeente Radziejowice 80,06 km², waarvan:
- agrarisch gebied: 68%
- bossen: 23%

De gemeente beslaat 15,03% van de totale oppervlakte van de powiat.

## Demografie
Stand op 30 juni 2004:
| Omschrijving                   | Totaal | Totaal | Vrouwen | Vrouwen | Mannen | Mannen |
| ------------------------------ | ------ | ------ | ------- | ------- | ------ | ------ |
| eenheid                        | aantal | %      | aantal  | %       | aantal | %      |
| inwoners                       | 4748   | 100    | 2414    | 50,8    | 2334   | 49,2   |
| bevolkingsdichtheid (inw./km²) | 59,3   | 59,3   | 30,2    | 30,2    | 29,2   | 29,2   |

In 2002 bedroeg het gemiddelde inkomen per inwoner 1647,26 zł.

## Administratieve plaatsen (sołectwo)
Adamów, Adamów-Parcel, Benenard, Budy Józefowskie, Budy Mszczonowskie, Chroboty, Kamionka, Korytów, Korytów A, Kuklówka Radziejowicka, Kuklówka Zarzeczna, Kuranów, Krze Duże, Krzyżówka, Nowe Budy, Pieńki-Towarzystwo, Podlasie, Radziejowice, Radziejowice-Parcel, Słabomierz, Stare Budy Radziejowskie, Tartak Brzózki, Zazdrość, Zboiska.

## Aangrenzende gemeenten
Grodzisk Mazowiecki, Jaktorów, Mszczonów, Puszcza Mariańska, Wiskitki, Żyrardów